# تادئوس شیدلر
تادئوس شیدلر (انگلیسی: Thaddeus Shideler; ۱۷ اکتبر ۱۸۸۳ – ۲۲ ژوئن ۱۹۶۶) ورزشکار دو و میدانی اهل ایالات متحده آمریکا بود.